# آلي ويل
آلي ويل (بالإنجليزية: Allie Will)‏ مواليد 20 أبريل 1991 في بوكا راتون، فلوريدا، الولايات المتحدة، هي لاعبة كرة مضرب أمريكية. أعلى تصنيف لها في الفردي كان 280. أعلى تصنيف لها في الزوجي كان 98.

## النهائيات

### الفردي (0–3)
| الحصيلة | الرقم | التاريخ         | الدورة                    | الأرضية | المنافس          | النتيجة       |
| ------- | ----- | --------------- | ------------------------- | ------- | ---------------- | ------------- |
| الوصافة | 1.    | يوليو 12, 2010  | أتلانتا، الولايات المتحدة | صلبة    | إيرينا فالكوني   | 1–6, 4–6      |
| الوصافة | 2.    | سبتمبر 10, 2012 | ردينغ، الولايات المتحدة   | صلبة    | تشيلسي جوليكسون  | 3–6, 6–4, 2–6 |
| الوصافة | 3.    | يونيو 23, 2014  | ولاية كينتانا رو، المكسيك | صلبة    | آنا صوفيا سانشيز | 6–3, 0–6, 0–6 |

## روابط خارجية
- آلي ويل على موقع رابطة محترفات التنس (الإنجليزية)
- آلي ويل على موقع الاتحاد الدولي لكرة المضرب (الإنجليزية)
- آلي ويل على موقع خلاصة التنس.كوم (الإنجليزية)
- آلي ويل على موقع إي إس بي إن.كوم (الإنجليزية)